# Ahrensburg Ost (metrostation)
Ahrensburg Ost is een metrostation in de Duitse stad Ahrensburg. Het station werd geopend op 17 juni 1922 en wordt bediend door lijn U1 van de metro van Hamburg.